# Makedia
Makedia is een geslacht van sponsdieren uit de klasse van de Demospongiae (gewone sponzen). Er is nog onduidelijkheid over bij welke familie dit geslacht behoort te worden ingedeeld ('incertae sedis').

## Soort
- Makedia tanensis Manconi, Cubeddu & Pronzato, 1999